# Parc naturel régional Vallée de la Rance - Côte d'Émeraude
Le parc naturel régional Vallée de la Rance - Côte d'Émeraude est un parc naturel régional de France situé dans les départements des Côtes-d'Armor et d'Ille-et-Vilaine, à l'initiative de la région Bretagne.
La préfiguration (montage du dossier) en a été confiée à l'association COEUR-Émeraude, qui assurait déjà d'autres missions similaires à celles attribuées à d'autres PNR. Le parc est créé le 19 octobre 2024.
Ce parc naturel régional vise notamment à préserver la vallée de la Rance et la Côte d'Émeraude, ainsi que le bocage breton.

## Historique

### L'association COEUR-Émeraude
La Conférence des élus et usagers de la Rance a été créée en 1994. Ses premières missions sont la gestion de la qualité de l'eau de la Rance, la gestion des sédiments en amont du barrage de la Rance et la protection du patrimoine naturel et historique du territoire. En 2008 commence le projet de création d'un parc naturel régional, le montage du dossier lui est confié. La compétence de gestion des sédiments est transférée à un établissement public territorial de bassin, à partir de 2018.
COEUR-Émeraude a un statut d'association loi 1901, mais ses adhérents sont les 22 communes concernées par la Rance, les Conseils Généraux des Côtes-d'Armor et d'Ille-et-Vilaine, le Conseil Régional de Bretagne, l’État, plusieurs administrations publiques comme l’Agence de l’Eau Loire-Bretagne, des associations de pêcheurs et de protection de la nature et EDF, concessionnaire de l'usine marémotrice. Cette structure la rapproche d'un syndicat mixte ouvert et permet la concertation entre des acteurs qui n'auraient pas dialogué autrement. En 2017, 74 communes sont adhérentes à l'association COEURE.
L'association est composée d'un collège d'élus, dont un président et deux vice-présidents et d'un collège d'usagers avec trois vice-présidents.
Son premier président était Charles Josselin, ancien secrétaire d’État de la mer. Le président actuel est Didier Lechien, maire de Dinan. Le bureau est soutenu dans ses missions par une équipe technique salariée et un conseil scientifique et prospectif, avec notamment des chercheurs en géographie et en histoire de l'université Rennes-II, une juriste de l'environnement et des écologues de Rennes-I et de la Station de biologie marine de Dinard.

### Le contrat de baie de la Rance
Un contrat de baie est un programme d'actions environnementales d'une durée de cinq ans, mené en concertation entre l'État et ses agences, les collectivités territoriales et des associations de protection de l'environnement et de consommateurs. Un contrat est créé à l'initiative des acteurs locaux. Entre 1981 et 2004, plus de 150 contrats de rivière ou de baie ont été mis en place.
Le contrat est supervisé par un comité dont les objectifs sont d'assurer la concertation entre les parties et le grand public, de mettre en œuvre et suivre les actions prévues par le contrat ainsi que d'en assurer la communication. La structure porteuse du comité est l'association COEUR.
- 1994-1996 : phase d'expérimentation : action sur l'assainissement des eaux usées rejetées dans la Rance ;
- 1996-2003 : contrat sur cinq ans visant à améliorer l'assainissement, extraire les sédiments excédentaires gênant pour la navigation fluvial et les valoriser, gérer les sentiers de randonnée ;
- 2003 - 2005 prolongation pour deux ans du contrat.

### Processus de classement en parc naturel régional
D'après le code de l'environnement, c'est la région qui définit un périmètre d'étude et élabore le projet de charte, en concertation avec « l'ensemble des collectivités territoriales concernées » et des partenaires intéressés. Ce projet doit ensuite être soumis à enquête publique, approuvé par les communes et autres collectivités territoriales avant d'être enfin classé par décret ministériel. La fédération précise quant à elle que « c'est souvent à l'initiative locale des acteurs de terrain que naît l'idée d'un Parc ». Dans les faits, un long travail d'élaboration qui dure souvent plus de dix ans, est nécessaire avant de présenter un projet de charte au vote de communes :
- 18 décembre 2008 : démarrage officiel du projet par délibération du conseil régional de Bretagne ;
- 14 décembre 2009 : avis d'opportunité défavorable du conseil national de la protection de la nature (CNPN) ;
- 5 mars 2010 : avis d'opportunité favorable du préfet de région ;
- Juillet 2017 : Un résumé du projet de charte est diffusé à destination des élus et partenaires[7] ;
- 12 octobre 2017 : extension du périmètre d'étude, qui passe de 66 à 75 communes. Cette mesure suit un avis favorable du conseil économique social et environnemental régional (CESER)[8] ;
- 20 septembre 2018 : avis intermédiaire défavorable du CNPN[9] ;
- Initialement prévue pour 2020, la demande de classement est repoussée pour 2021[10]
- 12 décembre 2022 au 16 janvier 2023 : enquête publique sur le projet de Parc naturel régional.
- 20 octobre 2024 : création du parc[1], par le décret no 2024-946 du 19 octobre 2024 portant classement du parc naturel régional de la Vallée de la Rance - Côte d'Emeraude, signé par Michel Barnier.

### Soutiens officiels
Le 21 juin 2018 à Quimper, le président de la république française, a déclaré :

« Je souhaite aussi que l’on puisse accélérer les travaux de création du Parc naturel régional Rance-Côte d’Emeraude qui viendra consacrer des années d’efforts pour préserver la vallée de la Rance, le littoral de Saint-Malo au Cap Fréhel »

— Emmanuel Macron

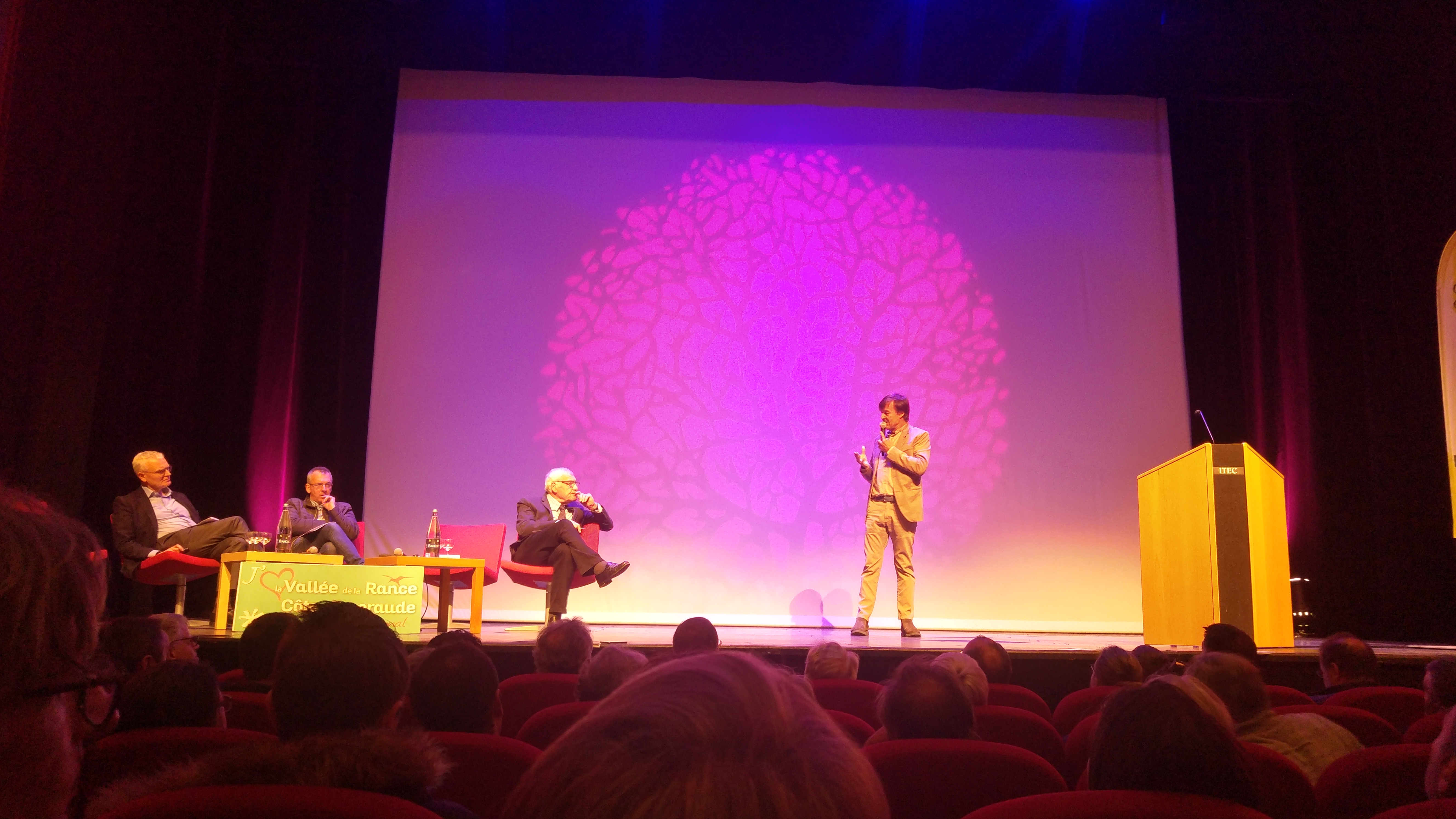
Nicolas Hulot en conférence à Dinan le 9 mai 2019.

Le jeudi 9 mai 2019, Nicolas Hulot, invité à donner une conférence à Dinan par le PNR, a accepté de parrainer le projet, peu après avoir démissionné de son poste de ministre de la transition écologique et solidaire. A noter que l'ancien ministre réside à Saint-Lunaire.
Le conseil régional, par la voie de son vice-président chargé de l'environnement, a réaffirmé son soutien au projet à plusieurs reprises.

## Géographie

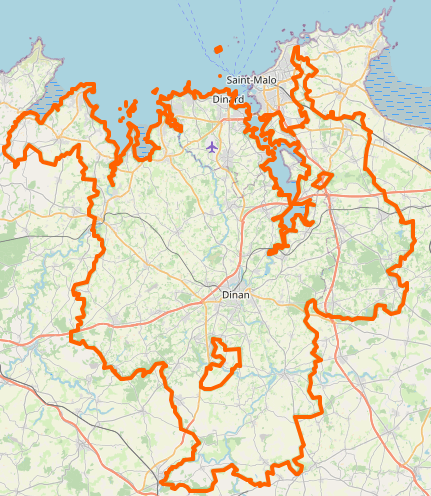
Carte du PNR au moment de sa création fin 2024

À l'origine, il était prévu que le parc naturel régional englobe 76 communes, réparties sur deux départements : les Côtes-d'Armor et l'Ille-et-Vilaine dans la région Bretagne. Le périmètre d'étude du projet de parc naturel régional forme globalement un triangle pointant vers le sud. Au nord, il est limité par la côte d'Émeraude entre la Pointe du Grouin à Cancale (à l'est) et le Cap Fréhel (à l'ouest).
L'occupation des sols se répartit comme suit :
- 18,9% : espace naturel ou semi-naturel
- 66,7% : espace agricole
- 14% : urbanisé

Le décret du 19 octobre 2024 portant classement du parc naturel régional de la Vallée de la Rance - Côte d’Émeraude comporte finalement 66 communes, dont deux incluses partiellement dans le périmètre du PNR.

### Liste des communes

#### Côtes-d'Armor
1. Aucaleuc
2. Beaussais-sur-Mer
3. Bobital
4. Brusvily
5. Calorguen
6. Les Champs-Géraux
7. Corseul
8. Créhen
9. Dinan
10. Évran
11. Guenroc
12. Guitté
13. Le Hinglé
14. Lancieux
15. La Landec
16. Langrolay-sur-Rance
17. Languédias
18. Languenan
19. Lanvallay
20. Matignon
21. Plancoët
22. Pléboulle
23. Plélan-le-Petit
24. Pleslin-Trigavou
25. Pleudihen-sur-Rance
26. Plouasne
27. Plouër-sur-Rance
28. Plumaudan
29. Quévert
30. Le Quiou
31. Saint-André-des-Eaux
32. Saint-Carné
33. Saint-Cast-le-Guildo
34. Saint-Hélen
35. Saint-Jacut-de-la-Mer
36. Saint-Judoce
37. Saint-Juvat
38. Saint-Lormel
39. Saint-Maden
40. Saint-Maudez
41. Saint-Méloir-des-Bois
42. Saint-Michel-de-Plélan
43. Saint-Samson-sur-Rance
44. Taden
45. Trébédan
46. Tréfumel
47. Trélivan
48. Tréméreuc
49. La Vicomté-sur-Rance
50. Vildé-Guingalan

#### Ille-et-Vilaine
1. Dinard
2. La Gouesnière
3. Mesnil-Roc'h
4. Miniac-Morvan
5. Le Minihic-sur-Rance
6. Plerguer
7. Pleurtuit
8. La Richardais
9. Saint-Briac-sur-Mer
10. Saint-Guinoux
11. Saint-Jouan-des-Guérets[15]
12. Saint-Lunaire
13. Saint-Père-Marc-en-Poulet
14. Saint-Malo[15]
15. Le Tronchet
16. La Ville-ès-Nonais

#### Villes-portes
Les villes portes pourraient être Dinan, Dinard et Saint-Malo, cette dernière demandant à être en dehors du périmètre ces dernière années. Rennes est également proposée comme ville-porte associée; malgré son éloignement, la majorité des touristes viennent ou passent par la préfecture bretonne pour visiter le futur PNR[réf. souhaitée].
Là encore le CNPN recommande d'être plus affirmatif dans les orientations de la charte.

### Cohérences du périmètre proposé
Le projet de parc met en avant la cohérence du territoire, sur le plan historique et géographique, intégré en particulier dans la vie moderne de nombreux services publics sont mutualisés sur le territoire, notamment justice et la fonction hospitalière.
Les trajets domicile-travail relient de façon concrète et quotidienne les deux départements pour un très grand nombre d'habitants. En prenant l'exemple de Saint-Malo, en 2015, sur 34 600 emplois dans la communauté d'agglomération, 10 400 sont occupés par des personnes venant de l'extérieur, en particulier 2500 de la communauté d'agglomération de Dinan et 2300 de la communauté de communes de la Côte d'Émeraude (centrée sur Dinard, de l'autre côté de la Rance). Seulement 40% des actifs travaillent sur leur commune de résidence.

### Sites et aires protégées
Les deux départements (Côtes-d'Armor et Ille-et-Vilaine) ont acquis ou gèrent un grand nombre de sites au titre d'espaces naturels sensibles. Il existe également des sites gérés par des associations de protection de la nature comme Bretagne vivante, ou des sites faisant l'objet d'arrêtés de protection du biotope en Côtes-d'Armor et en Ille-et-Vilaine.
| Nom                                                                    | Commune                            | département | classement                                                                     | superficie  | description |
| ---------------------------------------------------------------------- | ---------------------------------- | ----------- | ------------------------------------------------------------------------------ | ----------- | --- |
| Îlot de la Colombière                                                  | Saint-Jacut-de-la-Mer              | 22          | ApPB et site Natura 2000                                                       | 0,1 ha      | îlot dans l'alignement de la pointe du Chevet, site de nidification de sternes |
| Bois de Rigourdaine                                                    | Plouër-sur-Rance                   | 22          | Site Natura 2000                                                               | 11 ha       | |
| Bois Morlet                                                            | Langrolay-sur-Rance                | 22          | Site Natura 2000                                                               | 3 ha        | |
| Bois de Tressaint                                                      | Lanvallay                          | 22          |                                                                                | 12 ha       | |
| Parc de la Madeleine                                                   | Lanvallay                          | 22          |                                                                                | 1 ha        | |
| Polder des Salines                                                     | Matignon                           | 22          | Site Natura 2000                                                               | 10 ha       | |
| Tertre Corlieu - La Briantais                                          | Lancieux                           | 22          | Site Natura 2000 ApPB, terrain du Conservatoire du littoral                    | 50 ha       | Ce polder est riche en orchidées sauvages au printemps et en Ophioglosse. |
| Marais de Beaussais                                                    | Beaussais-sur-Mer                  | 22          | Site Natura 2000                                                               | 61 ha       | |
| Faluns du Quiou                                                        | Le Quiou                           | 22          | Propriété du département                                                       | 11,5 ha     | Ces anciennes carrières abritent des plantes rares comme l'Orchis bouc, l'Hellébore vert, Papaver lecoqii, Senecio barbareifolius. La mante religieuse et le criquet Chorthippus dorsatus se sont installées dans l'herbe fauchée. Au dessus d'eux, les hirondelles de rivage creusent leurs nids dans les falaises de craie. |
| Château du Guildo                                                      | Créhen                             | 22          | Monument historique                                                            | 2ha         | |
| Église de Guenroc                                                      | Guenroc                            | 22          | Convention de gestion entre la commune et l'association Bretagne-vivante       |             | Les combles de l'église servent de refuges à des chauves-souris |
| Île du Perron                                                          | Saint-Briac-sur-Mer                | 35          | ENS                                                                            |             | |
| Port-Hue                                                               | Saint-Briac-sur-Mer                | 35          | ENS                                                                            |             | |
| Pointe de la Garde-Guérin                                              | Saint-Briac-sur-Mer                | 35          | ENS (18/08/1997) et ApPB, gestion par Bretagne vivante                         |             | Les galeries de la seconde guerre mondiale sont un gîte à Chauve-souris, elles abritent entre autres le petit rhinolophe, le Grand rhinolophe, le Grand murin, le Murin à oreilles échancrées, le Murin de Daubenton et l'Oreillard gris. Le site est surveillé par l'association.                                            |
| Golf de Saint-Briac                                                    | Saint-Briac-sur-Mer                | 35          | ENS, ApPB, gestion par Bretagne vivante                                        |             | Il est classé pour sa flore caractéristique du bord de mer qui compte plusieurs espèces d'orchidées. |
| Pointe du Nick                                                         | Saint-Lunaire                      | 35          | ENS                                                                            |             | |
| Pointe de Cancaval                                                     | Pleurtuit                          | 35          | ENS                                                                            |             | |
| Anse Saint-Buc                                                         | Le Minihic-sur-Rance               | 35          | ENS                                                                            |             | |
| Port-Saint-Jean                                                        | La Ville-ès-Nonnais                | 35          | ENS                                                                            |             | |
| La Mont Garrot et les pointes de Garrel et du Puits                    | Saint-Suliac                       | 35          | ENS                                                                            |             | |
| Baie de Lancieux, Baie de l'Arguenon, Archipel de Saint Malo et Dinard | 12 communes                        | 22 et 35    | Site Natura 2000 (ZSC)                                                         | 5 141,99 ha | 75% de superficie marine, une série de baie et d'estuaires sablo-vaseux et plusieurs îlots le long de la côte rocheuse |
| Côte de Cancale à Paramé                                               | Cancale, Saint-Coulomb, Saint-Malo | 35          | Site Natura 2000 (ZSC)                                                         | 1 751 ha    | 61% de superficie marine et une succession de pointes rocheuses et de crique abritant de petites plages, l'arrière plage peut être occupé par de la lande des marais ou de la forêt de résineux (plantés) ou de feuillus |
| Estuaire de la Rance                                                   | 17 communes                        | 22 et 35    | Site Natura 2000                                                               | 2 784,91 ha | herbiers saumâtres et petites roselières des lagunes, schorre remarquablement diversifié, site d'hivernage pour l'avifaune et nombreux gîtes à chauves-souris |
| Domaine de Pomphily et aérogare                                        | Pleurtuit                          | 35          |                                                                                |             | |
| Landes et bois humides d'Avaugour                                      | Quévert et Taden                   | 22          | ZNIEFF                                                                         | ~30 ha      | Ces anciens terrains militaires sont couverts par de la lande mésophile à humide partiellement reboisée, on rencontre des espèces d'intérêts notamment des tritons marbrés et cinq couples nicheurs d’engoulevents d'Europe.                                                                                                  |
| Marais de Chantoiseau                                                  | Lanvallay                          | 22          |                                                                                |             | |
| Roselière du moulin de Pont-de-cieux                                   | Pleudihen-sur-Rance                | 35          |                                                                                | 3 ha        | |
| Marais noir de Saint-Coulban                                           | Pleurtuit, Taden                   | 35          | Réserve privée de la Fédération départementale des chasseurs d'Ille-et-Vilaine |             | ancien marais asséché, il a été racheté et restauré par la fédé 35, pour favoriser les populations de canards. Elle abrite désormais des passereaux rares comme la locustelle tachetée et le phragmite aquatique. |

Selon les recommandations du CNPN, le PNR se doit d'établir une stratégie de création d'aires protégées plus ambitieuse et l'inscrire dans la charte. Le parc peut s'appuyer pour cela sur les enjeux définis aux niveaux national ou européen, liste rouge, habitats et espèce d'intérêt communautaire, etc.

## Patrimoine naturel

### Milieu marin
Des grands dauphins et des marsouins sont fréquemment observés au large des côtes.

### Littoral
La côte du nord de la Bretagne offre une succession de pointes rocheuses et d'anses abritant de petites plages ou de cordons dunaires plus importants. La côte d'Émeraude en particulier est coupée par une succession d'estuaires de fleuves côtiers comme le Frémur, l'Arguenon et la Rance et de baies comme la baie de Beaussais. Baies et estuaires sont bordés par des milieux appelés slikke et schorre et par des prés salés. Les pointes et autres falaises sont couronnées de landes et de pelouses aérohalines. Le long de la côte, des îlots rocheux servent de site de nidification pour de nombreux oiseaux de mer, notamment les sternes Caugek sur l'île de la Colombière et les cormorans huppés et mouettes tridactyles au cap Fréhel.
L'avifaune hivernante y est représentée par les oies bernaches qui s'invitent jusqu'en ville.
La flore n'est pas en reste. L'estran dévoile à marée basse par forts coefficients ses herbiers à zostère, Zostera noltii à l'ouest de la pointe du Chevet et de Zostera marina à l'est jusqu'à l'île des Hébihens, et ses bancs de maërl.
La zone littorale est quasiment entièrement couverte par des aires protégées de différents types, en dehors des zones urbanisées : deux zones Natura 2000 qui elles-mêmes englobent un ensemble d'espaces naturels sensibles.

### Vallée de la Rance
En Rance maritime, plus de 228 espèces d'oiseaux ont été répertoriées. Le site est par exemple un lieu d'hivernage important pour le Bécasseau variable.
Dans la Rance, plusieurs îlots servent de sites de nidification aux Aigrettes garzettes et Sternes pierregarin.
Le site Natura 2000, qui exclut les zones les plus urbanisées, vise à protéger dix-neuf habitats et dix espèces d'intérêt communautaire, avec une mention particulière sur la diversité du schorre, avec des prés salés, des salicornes et des prairies pionnières à spartines.

### Poissons amphihalins migrateurs et continuité écologique des cours d'eau
L'anguille d'Europe est présente sur les deux bassins-versants de la Rance et du Frémur et l'alose remonte la Rance jusqu'à l'écluse de Léhon. Ces deux cours d'eau ont fait l'objet de nombreux aménagements, notamment des ouvrages d'art de grandes dimensions, par exemple le barrage de Rophémel en amont de la Rance et le barrage de la Rance dont on a déjà parlé plus haut, et sur le Frémur une chute de 13,5 m au Bois-Joly sur le Frémur. Ces ouvrages, associés au recalibrage et à la pollution, résultats d'un modèle agricole intensif, rendent les fleuves côtiers du territoire très peu accueillants pour les poissons migrateurs.

### Paysage agricole bocager
Le paysage agricole est ou était structuré traditionnellement par la présence de haies, qui formaient un maillage bocager dense. Le bocage s'est densifié à partir du milieu du XIXe siècle Les prés étaient entrecoupés de vergers et de petites zones humides, séparés par des talus et fossés plantés de chênes taillés en ragosse (forme particulière d'émonde propre au pays) et de châtaigniers. La lande faisait, au XIXe siècle partie intégrante de ce paysage, elle pouvait servir de pâturage, la bruyère servait de litière et l'ajonc de bois de chauffage ou de complément de fourrage.
Le remembrement puis l'absence d'entretien des haies en a diminué la densité.
Dans son périmètre, l'association COEUR-Émeraude est l'animateur du programme européen Breizh-bocage. Sur le bassin versant "Rance aval Faluns Guinefort", par exemple, 120 km de linéaire bocager chez 180 agriculteurs volontaires sur 42 communes ont été plantés entre 2009 et 2018.
Le nord du territoire est occupé par des cultures légumières séparées par des haies arbustives ou des talus.

### Chauves-souris - sites de reproduction et d'hivernage
Dans l'ensemble du périmètre d'étude, 19 espèces de chauves-souris ont été recensées.

## Patrimoine historique et culturel

### Patrimoine bâti
Les monuments, constructions et vestiges historiques ont été inventoriés sur le territoire du projet de PNR, à partir de 2009. Les marqueurs historiques culturels de ce territoire, identifiés par l'inventaire sont notamment les malouinières dont le style se diffuse jusque loin dans l'intérieur des terres, les moulins à marée et les ouvrages liés au commerce maritime et fluviale en général. De plus le territoire abrite une grande densité de chateaux, manoirs et églises.
Le patrimoine bâti local s’enorgueillit de 276 monuments historiques et de deux "villes d'art et d'Histoire", Dinan et Dinard.

### Préhistoire
Homo erectus arrive en Bretagne environ 600 000 ans avant notre ère, comme en témoignent les outils découverts sur le site du cap Fréhel. La présence des Hommes modernes est attestée durant la préhistoire vers 2000 ans av. J.-C. par des sites mégalithiques, comme l'alignement du Champ des Roches à Pleslin-Trigavou.

### Antiquité
Pendant l'époque gallo-romaine, la région est occupée par le peuple gaulois des Coriosolites, dont quelques vestiges témoignent de leur présence. Par exemple Corseul, leur ancienne capitale, Taden, Le Quiou ou encore Saint-André-des-Eaux où l'on retrouve les traces de villas antiques.

### Moyen Âge
On connait l'existence d'un château à Dinan dès l'époque de Guillaume le Conquérant, grâce à la tapisserie de Bayeux. La ville a également conservé de nombreuses maisons à colombage de la période médiévale. Les châteaux de la Hunaudaye, de Léhon ou le Fort La Latte viennent compléter le panorama.
La majeure partie du futur parc naturel régional se trouve sur le Poudouvre, mais également pour ce qui concerne Fréhel et Matignon un petit bout du Penthièvre.
La région fut le théâtre de conflits répétés entre les Anglais et la couronne de France. L'un de ses épisodes les plus célèbres étant l'histoire de Bertrand du Guesclin défendant Dinan contre les troupes anglaises, en 1359.

### L'époque des grandes découvertes
Jacques Cartier, découvreur du Canada, est né en 1491 à Saint-Malo. Robert Surcouf, corsaire de la fin du XVIIIe siècle est une autre célébrité de la cité-corsaire.
Au XVIe siècle puis au XVIIe siècle, Saint-Malo connait un essor important avec l'ouverture du commerce vers les Amériques et également vers l'Orient. Son arrière-pays agricole, le long de la Rance, accompagne ce développement, avec par exemple l'extension de la culture du sarrasin et la construction des moulins à marée.

### La "Grande Pêche"
Entre les XVIe siècle et XXe siècle, des paysans étaient recrutés dans tout l'arrière-pays pour partir comme marin au large de Terre-Neuve, pêcher la morue. C'étaient les Terre-Neuvas qui embarquaient depuis les ports de Saint-Malo ou Cancale et le long de la Rance. Pendant les saisons de pêche, ce sont les femmes qui assuraient l'ensemble du travail de la terre. Cette grande pêche a légué derrière elle un important patrimoine culturel avec la fabrication des doris dont le savoir-faire a été conservé et les nombreux ex-voto dédiés aux marins disparus. La mémoire de cette période est encore vive au travers de fêtes organisées sur tout le territoire.

### XIXesiècle
En 1832 est construit le canal d'Ille-et-Rance, la population de la région est encore très largement rurale, avec moins de 15 % dans les villes de Saint-Malo et Dinan. Dans ce monde rural, les inégalités sont fortes entre de petits fermiers et de grands propriétaires bourgeois ou anciens nobles.
Une industrie para-agricole se développe au cours du siècle. Si les moulins artisanaux étaient pour la plupart déjà présents avant la Révolution française, les minoteries sont apparues durant le Second Empire (1852-1870) pour la fabrication de farine panifiable ou fourragère. À cette même période, et même dès 1830, des brasseries à bière s'installent.
Durant le Premier Empire et jusqu'aux alentours de 1865, l'industrie toilière a été florissante de la région de Dinan jusqu'à la côte. Les matières premières étaient le lin et le chanvre, cultivés dans l'arrière-pays. Outre les vêtements et le linge de maison, on fabriquait de la toile à voile pour la construction navale. On travaillait également le cuir jusqu'à 1980, en particulier autour de Dinan.
Dans la Rance estuarienne, on trouve des activités maritimes comme des chantiers navals. La part des femmes dans les activités agricoles est plus importante en raison du départ des hommes pour la « grande pêche » comme on l'a vu dans la section précédente.
Le tourisme apparaît durant le Second Empire, d'abord à Saint-Malo puis il se diffuse vers l'ouest, sous l'impulsion au départ de consuls britanniques de Dinan puis d'entrepreneurs qui développent une société mondaine sur cette côte romantique qui prendra le nom de côte d'Émeraude.

### La Seconde Guerre mondiale et le "mur de l'Atlantique"
Lors de la Seconde Guerre mondiale, les nazis firent construire de très nombreux bunkers qui formèrent le « mur de l'Atlantique », pour empêcher les alliés de libérer la France. La région de Cancale à Saint-Briac-sur-Mer, d'est en ouest, et jusqu'à Pleurtuit au sud, fut déclarée « Zone côtière interdite » à partir du 30 juin 1941 puis forteresse « Festung » de Saint-Malo.
Dinard et Saint-Malo furent libérés du 15 au 17 août 1944, mais les nazis terrés dans les bunkers de l'île de Cézembre ne se rendirent que le 2 septembre après d'intenses bombardements.
On observe encore les traces des multiples fortifications sur la côte et dans les terres, bien qu'elles soient souvent embroussaillées.

## Population et activités humaines

### Population - Démographie et répartition
Le territoire du futur PNR, si toutes les communes adhèrent, comptait 188 000 habitants en 2019. L'accroissement naturel est très fort depuis 2005 (au moins), mais tend à se stabiliser depuis 2015. Le taux de migration vers la région reste élevé. Le territoire pourrait atteindre les 225 000 habitants en 2040, selon l'économiste Yves Morvan. Signe d'une population agée, 36 % des habitants sont à la retraite.
65 % de la population occupe 40 % du territoire, en particulier sur la côte. On compte dans le périmètre un grand nombre de résidences secondaires, avec une moyenne de 25 % des biens immobiliers, ce chiffre atteint 75 % sur des communes comme Saint-Lunaire.

### Économie générale
Environ 76 000 emplois existent sur le territoire du PNR, ils sont répartis entre :
- le secteur primaire : 4 % des emplois, dont l’agriculture et la pêche pour 2.5 % ;
- le secteur secondaire : l’industrie fournit 11 % des emplois et le bâtiment 8 % ;
- le secteur tertiaire : 3/4 des emplois.

L’économie présentielle représente une part très importante dans l'économie : notamment au travers du tourisme, du commerce et des emplois saisonniers. Par conséquent, la valeur ajoutée est faible dans la région.

### Agriculture

#### Description
Il n'existe pas, en 2019, de statistiques agricoles spécifiques au territoire du projet de PNR. L'économiste Philippe Le Goffe, note que les exploitations sont de petites taille et nombreuses, un désavantage dans la négociation des prix des matières premières avec la grande distribution.
Le ministère de l'agriculture classe les communes du périmètre dans plusieurs catégories dont "Bovins lait" et d'autres catégories relativement floues comme polyélevage dominant, polyélevage et polyculture et dans le nord du périmètre autre grandes cultures. On notera la présence de la filière porcine et de la filière poule pondeuse, qui sont, ainsi que la filière bovin laitier des productions généralement intensives.

#### Produits agricoles traditionnels
Il n'existe qu'une seule appellation d'origine contrôlée sur le territoire : La moule de bouchot de la baie du Mont-Saint-Michel, élevée à l'est du territoire sur les communes de Cancale et Saint-Méloir-des-Ondes.
L'association ViVaTerr cherche à développer la filière blé noir, ce projet est soutenu par COEUR-Émeraude. Le blé noir est l'ingrédient principal de la galette, spécialité culinaire bretonne.
Dans son projet de charte, le futur parc liste légumes, farines, cidre, jus, viande, produits de la mer…comme produits qui pourraient bénéficier de la marque "valeur parc naturel régional".

### Tourisme
Le territoire est découpé entre 3 offices du tourisme :
- Dinan - Cap Fréhel
- Saint-Malo - Baie du Mont-Saint-Michel
- Dinard

### Urbanisme
L'urbanisme reste un problème majeur pour le projet de parc. Certaines parties du territoire, à savoir la côte et la région de Dinan, sont fortement urbanisées et appelées à voir leur population augmenter. Le CNPN recommande au porteur du projet de clairement « définir et de cartographier les enveloppes urbanisables pour les communes littorales et terrestres (notamment Dinan et ses environs) ». Pour rappel, les documents d'urbanisme doivent être mis en conformité avec la charte dans les trois ans suivant l'adoption de celle-ci. Il existe déjà deux SCOT sur le territoire.

## Gestion des sédiments en Rance maritime
Dans un objectif de production d'électricité, un barrage est construit sur la Rance entre 1961 et 1966. L'usine marémotrice fournissant de l'électricité grâce à la différence de niveau d'eau entre l'amont et l'aval du barrage, est inaugurée en grande pompe par le général de Gaulle en 1967. Le barrage permet la liaison routière entre Saint-Malo et Dinard.
Le barrage sert donc de retenue d'eau pour l'usine marémotrice. Il retient l'eau en amont pendant une longue période, ceci favorise la sédimentation des particules fines qui donnent des vases. L'envasement provoque de la gêne pour la navigation et par conséquent le mécontentement des élus riverains.

### Fonctionnement hydrologique de la Rance en amont du barrage
Pendant les cinq ans nécessaires à la construction de l'usine marémotrice, la Rance a été coupée de la mer. La retenue était vidangée à intervalles réguliers pour des raisons sanitaires.
À partir de 1966, date de la mise en marche de l'usine, l'estuaire retrouve un mouvement d'eau, qualifié de marée artificielle ou marée EDF.
À l'aval du barrage, la hauteur d'eau varie entre 2 m (marée basse) et 12 m (marée haute), avec des variations selon le coefficient de marée. En amont (et à la même date donc pour un même coefficient) le niveau varie entre 7,50 m et 12 m. Dans la retenue, la montée des eaux est beaucoup plus rapide que la descente. Le niveau bas en amont est atteint environ deux à trois heures après la marée basse et le niveau haut environ une à deux heures après la marée haute. Les coefficients jouent peu sur les variations dans le bassin alors qu'ils font varier de manière très importante les marées à l'embouchure. Un volume d'eau de 65 millions de m3 d'eau est retenue par le barrage.

### Pièges à sédiments et dragage
200 000 m3 de sédiments ont été extraits en deux chantiers[Quand ?] dans la plaine de Taden (une "plaine" désigne localement un élargissement de la Rance). 93 000 m3 ont été extraits au niveau du lieu-dit "Le Lyvet" à Saint-Samson-sur-Rance. 30 000 m3 de vase et 60 000 m3 de sable ont été pompés au niveau de "Mordreuc", ils seront redistribués le long des rives[réf. souhaitée].

### Le devenir des sédiments
Après une période de dessalement de 3 ans, dans des bassins étanches, ces sédiments sont épandus sur des terres agricoles.